# Denti (film 2007)
Denti (Teeth) è un film horror del 2007 scritto e diretto da Mitchell Lichtenstein.
Esso narra la vicenda di Dawn, ragazza liceale attivista del gruppo della castità, che scopre di avere una vagina dentata.

## Trama
Dawn O'Keefe è un'adolescente americana, portavoce di un gruppo cristiano cattolico di astinenza sessuale chiamato "The Promise", dalla promessa fatta dal gruppo a Dio. Frequenta il gruppo con i suoi due amici, Alisha e Phil. Una sera, dopo aver tenuto un discorso sull'anello della purezza indossato dai membri del gruppo, le viene presentato Tobey che trova subito molto attraente. I quattro cominciano a uscire in gruppo, e Dawn ha delle fantasie sul matrimonio con Tobey. Sebbene entrambi si sentano attratti l'uno dell'altra, sono d'accordo che non possono trascorrere troppo tempo insieme.
Poco dopo i due si incontrano in uno stagno: dopo aver nuotato insieme, vanno in una grotta per riscaldarsi e cominciano a baciarsi. Dawn si sente a disagio e chiede di fermarsi, ma Tobey non è d'accordo e tenta di violentare la ragazza: presa dal panico, Dawn tenta di allontanare Tobey, che però diventa aggressivo e scuote Dawn, facendole sbattere la testa sul terreno. Mentre lei è stordita, Tobey ne approfitta e la violenta. Dawn però reagisce e inavvertitamente strappa via il pene al ragazzo, per poi fuggire inorridita. Dopo aver subìto tale violenza, Dawn scopre così di avere una vagina dentata.
Dopo un incontro di "The Promise", Dawn incontra il suo compagno di classe Ryan al ballo della scuola. Lui le chiede di uscire con lui, ma lei rifiuta, e appena va in piscina, urla per l'orrore nel vedere un granchio che si sta cibando del pene mozzato di Tobey. Quindi corre su una scogliera, e lascia cadere il suo anello della purezza.
Poi va da un ginecologo, il dottor Godfrey, ma lui la aggredisce durante la visita, infilandole le dita nella vagina senza guanti: subito la sua vagina reagisce e gli morde le dita. Poi va in piscina, dove vede la polizia rinvenire il cadavere di Tobey. Dawn torna a casa e trova la madre malata, Kim, priva di sensi sul pavimento, mentre suo fratello Brad e la ragazza Melanie stanno facendo sesso, completamente ignari del fatto che Kim stia male. Dawn porta subito sua madre in ospedale. Disperata, Dawn va a casa del compagno di classe Ryan in cerca di aiuto: quest'ultimo le dà un calmante e, mentre i due sono stesi uno accanto all'altra, lui la stimola con un vibratore. Insieme i due scoprono che quando Dawn è rilassata e consenziente, i "denti" della sua vagina non si attivano. La mattina seguente, i due fanno di nuovo sesso, ma durante il rapporto, l'amico di Ryan chiama. Ryan si vanta con lui di aver vinto la scommessa per cui sarebbe riuscito a fare sesso con Dawn. Furiosa, Dawn con la sua vagina morde il pene di Ryan, e lei se ne va mentre questi urla di dolore. Kim intanto muore in ospedale.
Il padre di Dawn, Bill, rimasto vedovo, tenta di buttare fuori di casa Brad, ma quest'ultimo aizza il suo rottweiler contro Bill, confessandogli il suo amore per la sorella Dawn. Vedendo il patrigno ferito e sentendo da Melanie come Brad le abbia detto di ignorare le grida di aiuto della madre, Dawn torna a casa per vendicarsi: va nella stanza di Brad e tenta di sedurlo. Mentre sono a letto, la vagina di Dawn sradica il pene di Brad. Sebbene Brad, a terra, chiami il suo cane per attaccare Dawn, l'animale invece sbrana il padrone, sputandone ironicamente solo il pene.
Dawn se ne va soddisfatta, nonostante le suppliche di aiuto da parte dell'uomo. Poi la ragazza esce di casa con la bici, ma nel tragitto una ruota si buca, e così lei è costretta a fare l'autostop. Accetta un passaggio da un vecchio ma, una volta arrivati a destinazione, quando ella cerca di uscire dall'auto, lui chiude a chiave le portiere leccandosi le labbra. Dawn esita, ma poi si gira con un sorriso malizioso, pronta a punire il vecchio viscido.

## Produzione
Il film è stato girato con un budget di 2 milioni di dollari.

## Distribuzione
Presentato con successo al Sundance Film Festival il 19 gennaio 2007, il film è stato successivamente distribuito nelle sale cinematografiche italiane a partire dal 22 agosto 2008.

## Accoglienza

### Incassi
Il film ha incassato 347578 $ in Nord America e 2340110 $ a livello globale. In particolare al botteghino italiano il film ha incassato 278 mila euro.

### Critica
Il film ha ricevuto per lo più recensioni positive da parte della critica.
Sul sito web Rotten Tomatoes il film riceve il 79% delle recensioni professionali positive, con un voto medio di 7.8/10, basato su 66 recensioni. Invece su Metacritic il film ottiene un punteggio medio di 57 su 100, basato su 22 critiche.